# Duyngambiet
Het Duyngambiet is in de opening van een schaakpartij een variant in de schaakopening Siciliaans en ze heeft de volgende beginzetten: 1.e4 c5 2.a3 e6 3.b4 cb 4.ab
Eco-code B 20. 